# Francesco Totti
Francesco Totti (sinh ngày 27 tháng 9 năm 1976), là cựu cầu thủ bóng đá chuyên nghiệp người Ý, từng chơi cho câu lạc bộ Roma và Đội tuyển bóng đá quốc gia Ý. Vị trí sở trường của Totti là trequartista (tiền vệ tấn công), nhưng Totti cũng thi đấu rất thành công ở vai trò Tiền đạo. Trong sự nghiệp Totti chỉ thi đấu cho một câu lạc bộ duy nhất là Roma, anh là cầu thủ có số lần khoác áo Roma nhiều nhất và cũng là chân sút ghi nhiều bàn thắng nhất lịch sử câu lạc bộ. Totti luôn được xem là một trong những cầu thủ xuất sắc nhất thuộc thế hệ của mình. Ngày 17 tháng 7 năm 2017, Totti chính thức giải nghệ. Anh được coi là cầu thủ xuất sắc nhất mọi thời đại của A.S. Roma. Trong sự nghiệp của mình, Totti đã ra sân 619 trận (47.098 phút) tại Serie A, tương đương 32 ngày và 17 giờ, ghi 250 bàn thắng và giành 1 danh hiệu Scudetto năm 2001.
Là nhà vô địch thế giới 2006 và về nhì tại Euro 2000, trong hai giải đấu đó Totti đều được bình chọn vào danh sách đội hình tiêu biểu. Trong sự nghiệp Totti cũng giành nhiều danh hiệu cá nhân cao quý, như kỉ lục 5 lần là cầu thủ Italia xuất sắc nhất năm và 2 lần là cầu thủ xuất sắc nhất Serie A . Totti cũng có tên trong danh sách FIFA 100, gồm 125 cầu thủ bóng đá vĩ đại nhất còn sống do vua bóng đá Pele bình chọn . Năm 2011, Totti được Liên đoàn thống kê lịch sử bóng đá thế giới (IFFHS) bầu chọn là một trong 5 cầu thủ bóng đá nổi tiếng nhất châu Âu còn sống .
Totti nổi tiếng với những cú múc muỗng súp (cucchiaio), những pha chọc khe xé toang hàng phòng ngự đối phương và những pha đánh gót siêu việt. Anh là một trequartista đúng nghĩa: sáng tạo, hào hoa, bản lĩnh và luôn biết toả sáng khi cần thiết. Totti hiện là cầu thủ ghi nhiều bàn thắng nhất Serie A còn đang thi đấu và đứng thứ nhì trong danh sách những chân sút vĩ đại nhất giải đấu với 230 bàn thắng. Là Hoàng tử thành Roma, Totti còn được giới truyền thông Ý gọi bằng những cái tên khác như Il Bimbo d'Oro (Cậu bé vàng), và Il Gladiatore (Võ sĩ giác đấu), với những gì đạt được, Totti đã bước vào ngôi nhà của những huyền thoại, không chỉ ở riêng Roma mà còn trên toàn thế giới.
Ngày 28 tháng 3 năm 2014, chủ tịch của câu lạc bộ A.S. Roma, James Pallotta, tuyên bố trên kênh truyền hình Sky Sport 24 rằng số áo 10 của Totti sẽ được treo vĩnh viễn trong phòng truyền thống của đội bóng sau khi anh giải nghệ. Totti giải nghệ ngày 28 tháng 5 năm 2017 sau khi cùng Roma giành chiến thắng 3-2 trước Genoa tại vòng đấu cuối cùng của Serie A trên sân vận động Olimpico, Roma.

## Khởi nghiệp
Totti sinh ra và lớn lên tại Roma, là con trai của ông bà Lorenzo và Fiorella Totti. Thần tượng của Totti là cựu đội trưởng A.S. Roma Giuseppe Giannini, từ bé anh thường xuyên chơi bóng với những người lớn tuổi hơn mình. Ở tuổi lên 8, Totti bắt đầu tập luyện ở đội trẻ Fortituto, sau đó là Smit Trastevere và Lodigiani. Totti đã lọt vào mắt xanh của các nhà tuyển trạch A.C. Milan nhưng mẹ anh đã từ chối lời đề nghị của đội bóng đỏ đen để Totti có thể được chơi bóng ở quê nhà , và Totti gia nhập đội trẻ A.S. Roma vào năm 1989.

## Sự nghiệp ở câu lạc bộ

### Giai đoạn đầu
Sau ba năm tập luyện tại đội trẻ, Totti lần đầu xuất hiện trong đội hình chính của Roma ở tuổi 16, khi huấn luyện viên của Roma khi đó là Vujadin Boškov đưa anh vào sân thi đấu trong trận thắng 2-0 trước Brescia ngày 28/3/1993. Trong mùa giải tiếp theo, Totti bắt đầu được thi đấu nhiều hơn và ghi bàn thắng đầu tiên cho câu lạc bộ vào ngày 24 tháng 9 năm 1994 trong trận hoà 1-1 với Foggia. Tới năm 1995 Totti đã thường xuyên xuất hiện trong đội hình chính và ghi 16 bàn trong 3 mùa giải tiếp theo. Năm 1998 Totti được trao băng đội trưởng, và anh bắt đầu được công nhận là biểu tượng của câu lạc bộ. Dưới thời kì 2 năm huấn luyện của Zdeněk Zeman, Roma thường xuyên thi đấu với sơ đồ 4-3-3 trong đó Totti thi đấu ở vị trí tiền đạo cánh trái. Totti đã ghi 30 bàn và có 16 kiến tạo trong giai đoạn này.
Dù không được gọi vào đội tuyển quốc gia thi đấu ở World Cup 1998, Totti được bình chọn là cầu thủ trẻ xuất sắc nhất Serie A mùa giải 1998-1999.

### Scudetto 2001

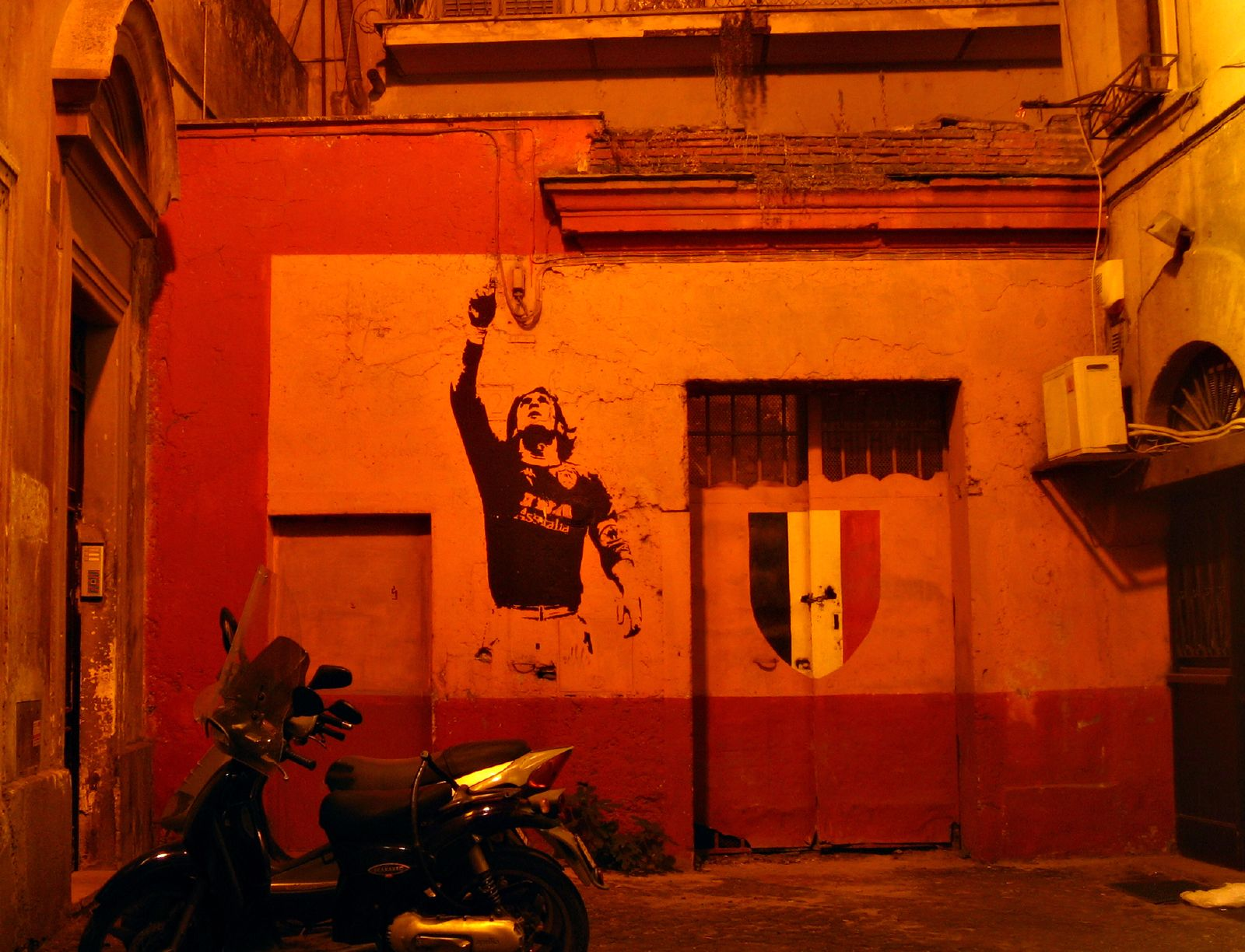
Hình ảnh của Totti bên cạnh tấm khiên Scudetto trên tường một ngôi nhà ở Roma.

Serie A mùa giải 2000-2001, A.S. Roma dưới sự dẫn dắt của Fabio Capello đã xây dựng một đội hình và chiến thuật xoay quanh Totti. Totti trong giai đoạn này cũng bắt đầu chuyển sang thi đấu ở vị trí của một trequartista nhằm tận dụng tối đa khả năng chuyền bóng siêu việt của mình. Trong mùa giải đó Totti ghi 13 bàn thắng và giúp A.S. Roma giành Scuedetto thứ 3 trong lịch sử câu lạc bộ vào ngày 17 tháng 6 năm 2001. Totti cũng ghi 1 bàn trong trận thắng 3-0 trước Fiorentina trong trận tranh Siêu cúp Italia năm đó. Là một cổ động viên suốt đời của A.S. Roma, Totti sinh ra và lớn lên ngay tại thành phố và có một tinh thần chiến đấu anh dũng trên sân cỏ, tất cả những điều đó đã đưa anh trở thành một thần tượng trong giới cổ động viên.
Totti được bầu chọn là cầu thủ Italia xuất sắc nhất 2 năm 2000 và 2001. Trong năm 2000 Totti cũng lần đầu tiên lọt vào danh sách bầu cử Quả bóng vàng châu Âu và đứng thứ 14, năm tiếp theo anh tiếp tục lọt vào danh sách và đứng thứ 5 trong cuộc bầu chọn .
Trong những mùa giải tiếp theo, Totti thi đấu trong vai trò tiền đạo lùi trong sơ đồ 3-5-2. Mùa giải 2003-04 anh ghi 20 bàn nhưng A.S. Roma chỉ về nhì trong cuộc đua Scudetto với A.C. Milan. Totti cũng giành danh hiệu cầu thủ Italia xuất sắc nhất năm lần thứ 2 liên tiếp. Bất chấp một mùa giải 2004-05 đầy thất vọng với sự ra đi của Capello (chuyển sang Juventus) và Roma kết thúc mùa giải ở vị trí thứ 8 với 4 sự thay đổi trên băng ghế huấn luyện trong một mùa giải, Totti vẫn giữ phong độ làm bàn của mình với 15 bàn thắng, trong đó có bàn thắng thứ 100 ở Serie A trong trận đấu với Inter Milan ngày 3 tháng 10 năm 2004. Hai tháng sau đó, ngày 19 tháng 12, Totti trở thành chân sút vĩ đại nhất lịch sử câu lạc bộ với bàn thắng thứ 107 ở Serie A, ghi vào lưới Parma, phá kỉ lục trước đó được giữ bởi Roberto Puzzo.

### Trở thành tiền đạo với Spalletti

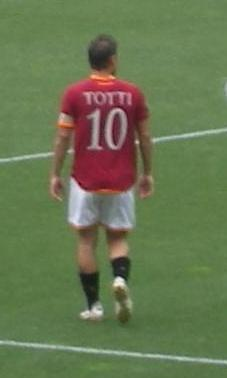
Totti trong mùa giải 2006-07.

Luciano Spalletti trở thành huấn luyện viên mới cho A.S. Roma từ mùa giải 2005-06. Trong sơ đồ mới 4-2-3-1, Totti chơi ở vị trí mũi nhọn cao nhất, nhưng không chỉ dâng cao chờ những đường chuyền từ tuyến sau hay những đường tạt bóng mà thay vào đó lùi sâu kiếm bóng và tạo khoảng trống cho các tiền vệ tấn công phía sau anh. Chơi ở vị trí mới, Totti bắt đầu ghi bàn nhiều hơn, với 15 bàn thắng sau 24 trận đấu. Trong giai đoạn này câu lạc bộ đã có một chuỗi 11 trận thắng liên tiếp.
Ngày 19 tháng 2 năm 2006, Totti dính chấn thương nghiêm trọng ở xương mác và dây chằng trái trong trận đấu với Empoli sau pha phạm lỗi của Richard Vanigli  và đối diện nguy cơ lỡ hẹn với World Cup 2006. Totti đã kịp trở lại vào ngày 11 tháng 5 khi vào sân thay người trong trận thắng Inter Milan 3-1 ở Cúp quốc gia Italia. Một đĩa đệm bằng kim loại đã được kẹp vào mắt cá chân của Totti sau phẫu thuật, nhưng các bác sĩ đã quyết định sẽ không phẫu thuật lại để loại bỏ nó, sau khi kết luận rằng nó không có trợ giúp gì cho khả năng chơi bóng của anh .

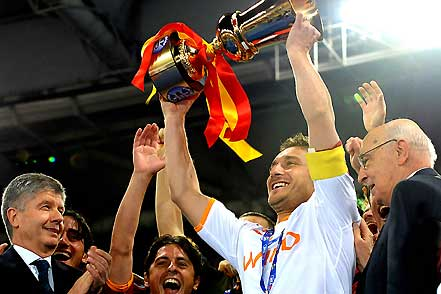
Tổng thống Italia Giorgio Napolitano (phải) trao chức vô địch Coppa Italia 2007-08 cho Totti.

Mùa giải 2006-07 là một đỉnh cao của Totti, khi anh giành danh hiệu Vua phá lưới Serie A với 26 bàn thắng, dù Roma chỉ về nhì ở Serie A sau Inter, nhưng họ đã phục thù bằng cách giành lại Coppa Italia bằng chiến thắng ngay trước đối thủ. Totti đồng thời nhận danh hiệu Chiếc giày vàng châu Âu dành cho chân sút xuất sắc nhất của châu Âu mùa bóng đó. Dù vậy, Totti không được chọn vào danh sách bầu chọn giải thường Cầu thủ xuất sắc nhất năm của FIFA năm 2007 do anh đã giã từ và không còn chơi cho đội tuyển quốc gia, Totti cũng chỉ đứng thứ 10 trong cuộc bầu chọn Quả bóng vàng châu Âu 2007.
Totti ghi bàn thắng thứ 200 cho Roma trong trận thắng 4-0 ở Coppa Italia trước Torino ngày 16 tháng 1 năm 2008. Anh nhận giải thưởng cầu thủ Italia xuất sắc nhất năm lần thứ 5 vào ngày 28 tháng 1. Ngày 19 tháng 4 trong trận hoà 1-1 với Livorno, Totti bị một chấn thương ở đầu gối phải khiến anh phải kết thúc mùa giải sớm. Các cuộc kiểm tra đưa đến kết luận Totti cần phải phẫu thuật và sẽ phải nghỉ thi đấu 4 tháng . Ngày 24 tháng 5 Roma giành danh hiệu Coppa Italia lần thứ 9 trong lịch sử sau chiến thắng 2-1 trước Inter Milan. Dù không thi đấu nhưng Totti vẫn được phép nâng cúp trong vai trò đội trưởng. Với danh hiệu này, Totti trở thành đội trưởng thành công nhất trong lịch sử câu lạc bộ, với 5 danh hiệu và 10 lần về nhì.

### Kỉ nguyên Ranieri
Roma khởi đầu mùa giải 2008-09 và 2009-10 đầy khó khăn, nhất là mùa giải 2009-10 khi chứng kiến sự ra đi của Spaletti sau 4 năm tại vị và được thay thế bởi Claudio Ranieri. Trong giai đoạn đầu mùa bóng, nhất là ở vòng loại UEFA Europa League, Totti đã thi đấu rất tốt với ba hat-trick, một trong trận thắng 7-1 trước K.A.A. Gent ở vòng sơ loại thứ 3, một trong trận thắng 7-1 khác trước MFK Košice tại Olimpico trong lượt play-off, cuối cùng là một hat-trick khác vào lưới Bari tại Serie A, đánh dấu sự trở lại thời gian dài chữa trị chấn thương.

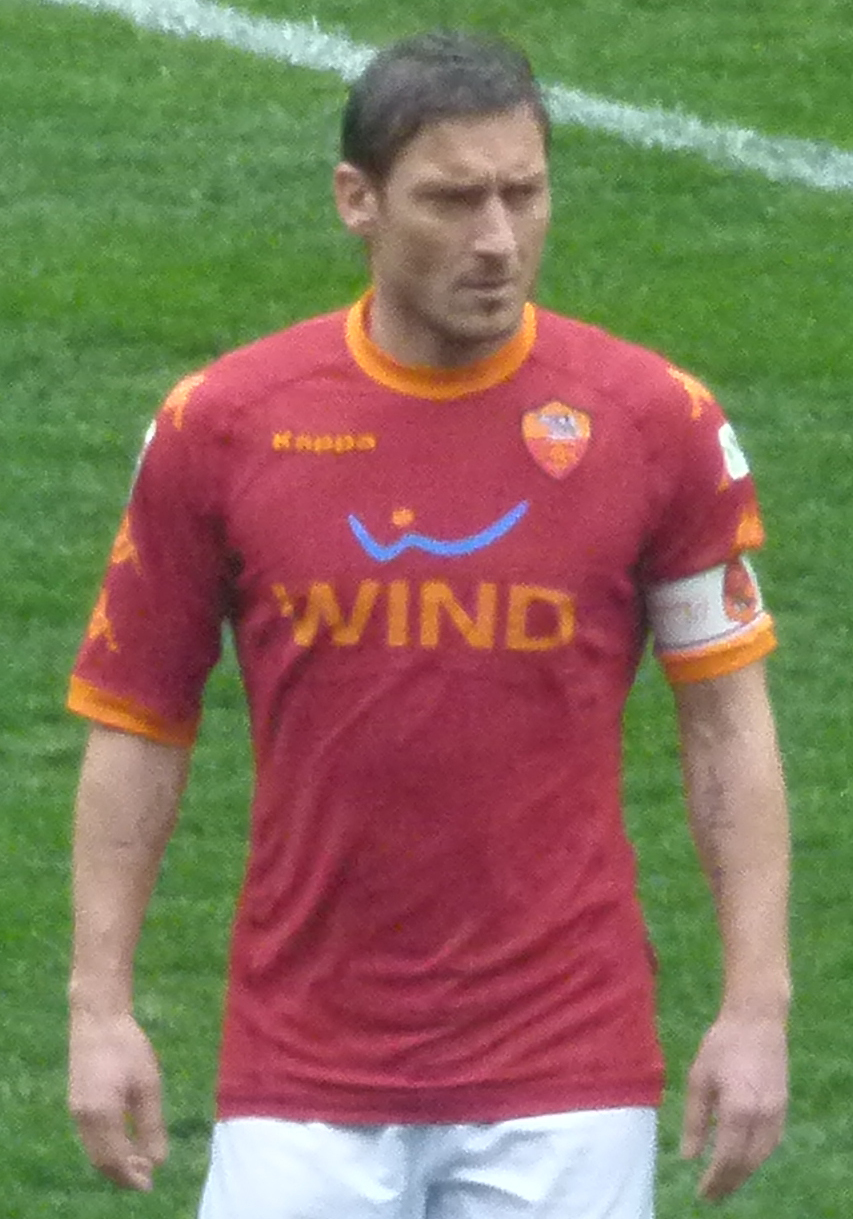
Totti năm 2011

Ngày 30 tháng 11 năm 2009, sau vài tháng đàm phán, Totti đồng ý ký với Roma một bản hợp đồng có thời hạn 5 năm, kéo dài tới 2014, đồng nghĩa với việc Totti sẽ thi đấu cho Roma cho tới khi treo giày . Bản hợp đồng chính thức được ký kết bởi ban lãnh đạo đội bóng vào ngày 16 tháng 12 năm 2009, mức lương mà Roma dành cho Totti là 5,5 triệu euro một mùa .
Với mạch 24 trận bất bại ở Serie A, Roma trở thành đối thủ cạnh tranh Scudetto duy nhất với Inter Milan. Đã có thời điểm Roma vươn lên dẫn đầu bảng xếp hạng nhưng trận thua 1-2 trước Sampdoria ngay tại sân nhà Olimpico ở vòng đấu 35 đã khiến Roma của Totti lần thứ 6 về nhì ở Serie A khi thua Inter Milan của Jose Mourinho đúng 2 điểm (mùa giải đó Inter Milan dành cú ăn 3 vĩ đại: Serie A, Coppa Italia và Champions League). Mặc dù gặp phải một vài chấn thương trong cả mùa giải, Totti đã vượt qua những huyền thoại như Gabriel Batistuta, Giuseppe Signori và Kurt Hamrin trên bảng xếp hạng những chân sút xuất sắc nhất lịch sử Serie A. Trong trận chung kết Coppa Italia với Inter ngày 5 tháng 5 năm 2010, Totti phải nhận thẻ đỏ vì đã đá vào người Mario Balotelli của Inter. Roma thua 0-1 và thất bại trong việc giành danh hiệu Coppa Italia thứ 10 trong lịch sử.
Mùa giải 2010-11, A.S. Roma tiếp tục 'truyền thống' khởi đầu chậm chạp của mình, điều này bị đổ lỗi cho thất bại của Ranieri trong việc lựa chọn và xếp đặt một chiến thuật hợp lý: sau mỗi vòng đấu ông lại đưa ra sân một chiến thuật khác và một đội hình thi đấu khác nhau. Mặc dù vừa giành danh hiệu Bàn chân vàng (giải thưởng dành cho những cầu thủ trên 29 tuổi đang còn thi đấu, có nhiều đóng góp cho câu lạc bộ và đội tuyển quốc gia và chưa từng nhận giải), Totti không được Ranieri đặt niềm tin và phải làm bạn nhiều hơn với băng ghế dự bị, nhường chỗ cho những Marco Borriello, Mirko Vučinić hay Jérémy Menez. Thời gian từ những lần vào sân từ băng ghế dự bị là quá ít ỏi (trong đó có một lần Totti được vào sân vào phút thứ 91 trong trận gặp Sampdoria ) và điều đó khiến Totti chỉ ghi được 3 bàn trong 21 lần xuất hiện. Sau trận thua trước Genoa ngày 20 tháng 2 năm 2011, Ranieri từ chức, đồng đội cũ của Totti ở Roma và đội tuyển Italia là Vincenzo Montella (đang là huấn luyện viên đội trẻ Roma) lên nắm quyền.

### Triều đại Montella
Montella đưa đội bóng quay lại với sơ đồ 4-2-3-1 của Spaletti trước kia và Totti bắt đầu tìm lại phong độ tốt nhất của mình. Trong 5 trận đầu tiên dưới thời Montella, Totti quay trở lại đội hình chính và ghi 7 bàn trong các trận đấu với đội bóng cùng thành phố Lazio, Fiorentina và Udinese. Ngày 3 tháng 3, các độc giả của tờ báo thể thao lớn nhất Italia La Gazzetta dello Sport đã bầu cho Totti là nhân vật nổi bật nhất của Ý trong số 100 nhân vật gồm các cầu thủ bóng đá, chính trị gia, các ông bầu...
Ngày 20 tháng 3, Totti trở thành cầu thủ thứ 6 trong lịch sử Serie A chạm cột mốc 200 bàn thắng, với một cú đúp trong trận gặp Fiorentina, Totti đã có 201 bàn . Ngày 1 tháng 5, Totti lập cú đúp trước Bari để cân bằng và vượt qua Roberto Baggio trong danh sách các chân sút vĩ đại nhất với 206 bàn thắng , và đứng thứ 5 trong danh sách sau Silvio Piola, Gunnar Nordahl, Giuseppe Meazza và José Altafini. Totti kết thúc mùa giải với 15 bàn thắng, trong đó có 12 bàn được ghi trong 13 trận cuối mùa giải.

### Trở lại vai trò kiến thiết với Luis Enrique
Mùa giải 2011-12 bắt đầu đầy khó khăn với A.S. Roma và cá nhân Totti dưới triều đại mới của Luis Enrique. Totti dính một trận chấn thương trong hiệp 2 trận đấu với Atalanta ngày 1 tháng 10 năm 2011, và chỉ trở lại khi vào sân ở phút 66 trong trận thắng Lecce 2-1 ngày 20 tháng 11. Trong khoảng đó, sự vắng mặt của Totti để lại những hậu quả nghiêm trọng khi mà một Roma với nhiều tân binh và cầu thủ trẻ đã thi đấu với một phong độ cực kì phập phù.
Giữa tháng 12, trở lại hoàn toàn sau chấn thương, Totti xuất hiện thường xuyên hơn trong đội hình chiến thuật của Enrique ở vị trí trequartista hoặc tiền vệ tấn công. Ngày 12 tháng 12, Totti đã có một màn trình diễn ấn tượng trước Juventus, trong đó có đường chuyền cho De Rossi mở tỉ số trận đấu. Nhưng màn trình diễn của Totti không trọn vẹn khi cú sút penalty của anh trong hiệp hai bị Buffon đẩy được, và Roma bỏ lỡ cơ hội trở thành đội duy nhất đánh bại được Juventus trong mùa giải đó. Việc chơi thấp hơn khiến Totti không thường xuyên ghi bàn, nhưng đóng vai trò quan trọng trong việc kết nối hàng tiền vệ và tiền đạo, kinh nghiệm và sự có mặt của Totti trên sân giúp lối chơi của đọi bóng trở nên khó lường hơn. Trong vai trò kiến thiết lối chơi, Totti tiếp tục tung ra những đường chuyền quyết định, như đường chuyền cho Pablo Osvaldo trong trận thắng 3-1 của Roma trước Napoli ngay tại San Paolo, hay bàn thắng của De Rossi trước Catania tại Massimino.
Ngày 8 tháng 1 năm 2012, Totti mới ghi bàn thắng đầu tiên trong mùa giải vào lưới Chievo, với một cú sút penalty thành công trong hiệp một và một lần nữa trong hiệp 2, trận này Roma thắng 2-0. Trong trận thắng 5-1 trước Cesena, hai bàn thắng của Totti giúp anh lập một kỉ lục mới với 211 bàn thắng, qua đó trở thành cầu thủ có số bàn thắng nhiều nhất cho một câu lạc bộ tại Serie A. Trong giai đoạn 2 của mùa giải, Totti chỉ ghi thêm 4 bàn thắng nhưng màn trình diễn của anh vẫn rất thuyết phục, ngày 5 tháng 2, quả phạt góc của Totti đã giúp trung vệ Juan ghi bàn đầu tiên trong trận thắng huỷ diệt 4-0 của Roma trước Inter Milan. Totti ghi bàn thắng thứ 5 trong mùa giải trong trận thắng 3-1 trước Udinese, và bàn gỡ hoà trong trận thua 1-2 trước Fiorentina. Hai tuần sau đó, trong trận đấu thứ 500 của mình ở Serie A, Totti lập một cú đúp mang về trận hoà 2-2 trước Catania tại Olympico. Kết thúc mùa giải Totti có 8 bàn thắng và 7 đường chuyền quyết định trong 25 trận đấu.

### Lần thứ hai với Zeman
Kết thúc mùa giải 2011-12, Luis Enrique từ chức khi Roma chỉ về thứ 7 chung cuộc và không được dự cúp châu Âu vào mùa giải tới. Ban lãnh đạo Roma đã bổ nhiệm Zdenek Zeman vào vị trí huấn luyện viên trưởng, đây là lần thứ 2 Zeman dẫn dắt Roma, sau giai đoạn 1997-1999, giai đoạn mà ông đã phát hiện và bồi dưỡng Totti.
Ngày 2 tháng 9,Anh thực hiện hai đường kiến tạo cho Alessandro Florenzi và Pablo Daniel Osvaldo ghi bàn trong chiến thắng 3-1 của Roma. Sau trận đấu,anh nhận được lời khen ngợi từ báo chí và giới truyền thông về phong độ của mình,dù đã gần 36 tuổi. Hai tuần sau, anh ghi bàn thắng thứ 216 của mình tại Serie A, ghi tên mình vào top 3 các cầu thủ ghi nhiều bàn thắng nhất mọi thời đại của giải đấu . Anh ghi 2 bàn trong trận thắng Fiorentina 4-2 trên sân nhà
Ngày 20 tháng 1 năm 2013, Totti ghi bàn thắng thứ 7 của anh vào lưới Inter Milan trên chấm phạt đền. Ngày 1 tháng 2, anh ghi bàn thắng thứ 8 trong trận thua Cagliari 4-2.
Ngày 3 tháng 3, anh ghi bàn thắng thứ 225 của mình vào lưới Genoa để trở thành cầu thủ ghi bàn nhiều thứ 2 lịch sử Serie A. Cuối cùng Totti cũng vươn lên dẫn trước Gunnar Nordahl để dành vị trí thứ 2. Anh kết thúc mùa giải với 33 trận ra sân và 12 bàn thắng.

### Kỉ nguyên Garcia
Ngày 20 tháng 9 năm 2013, Roma chính thức thông báo Totti đã được gia hạn hợp đồng tới năm 2016, anh sẽ chơi cho Roma đến khi 39 tuổi. Anh sẽ nhận 3,2 triệu euro mỗi mùa bao gồm cả điều khoản Totti được phép gia nhập ban huấn luyện câu lạc bộ. Mùa giải 2013-14 anh ghi bàn trong trận thắng Parma 3-1. Anh lập cú đúp trong trận thắng 3-0 của Roma trước Inter, giúp đội giữ mạch bảy trận thắng liên tiếp kể từ đầu mùa giải.
Ngày 28 tháng 5 năm 2017, Totti chính thức giải nghệ. Ở trận đấu cuối cùng mùa giải 2016/17, Totti như thường lệ không được xếp ở đội hình chính. Anh chỉ được HLV Luciano Spaletti tung vào sân từ băng ghế dự bị thay thế Mohamed Salah ở phút 54, khi tỷ số đang là 1-1. Chung cuộc, đội chủ sân Olimpico giành chiến thắng 3-2, qua đó giành vị trí Á quân.

## Sự nghiệp quốc tế

### Euro 2000

Totti trong trận chung kết Euro 2000 với đội tuyển Pháp.

Tại Euro 2000 Totti đã thi đấu với một phong độ xuất sắc. Anh ghi 2 bàn trong giải đấu, bàn đầu tiên trong trận thắng trước đồng chủ nhà Bỉ ở vòng bảng, bàn thứ hai trong trận thắng 2-0 trước Romania ở tứ kết. Trong trận bán kết với đồng chủ nhà Hà Lan, cú sục bóng trong loạt đá penalty của Totti đã trở thành một trong những khoảnh khắc đáng nhớ nhất giải đấu . Trận chung kết với Pháp, Totti tiếp tục có màn trình diễn ấn tượng với pha đánh gót đầy tinh tế cho Gianluca Pessotto tạt bóng để Marco Delvecchio đệm bóng mở tỉ số ở phút thứ 55, và sau đó là hai đường chuyền đưa Del Piero vào thế đối mặt với Fabien Barthez nhưng anh này đều bỏ lỡ. Italia sau đó thất bại bởi bàn gỡ khi trận đấu chỉ còn 20s của Sylvain Wiltord và bàn thắng vàng của David Trezeguet, nhưng Totti vẫn được bầu chọn là cầu thủ xuất sắc nhất trận chung kết  và lọt vào danh sách 22 cầu thủ xuất sắc nhất giải đấu.

### World Cup 2002
Sau Euro 2000, Totti được huấn luyện viên mới của Italia là Giovanni Trapattoni trao chiếc áo số 10 (trước đó thuộc về Del Piero) và nhiệm vụ dẫn dắt lối chơi. Italia tới World Cup 2002 với rất nhiều kì vọng từ người hâm mộ, trong đó Totti là niềm hi vọng lớn nhất. Totti đã phần nào đáp ứng được sự kì vọng đó khi thi đấu ấn tượng ở trận ra quân với đường kiến tạo cho Vieri mở tỉ số và nhiều đường chuyền nguy hiểm khác . Nhưng đó là tất cả những ấn tượng Totti để lại trong giải đấu, anh thất bại trong việc để lại dấu ấn trong những trận đấu tiếp theo, thậm chí trong trận vòng 2 gặp chủ nhà Hàn Quốc, Totti còn bị đuổi khỏi sân vì nhận thẻ vàng thứ hai sau khi trọng tài Moreno cho rằng Totti cố tình ngã trong vòng cấm để kiếm penalty . Italia thua 1-2 vì bàn thắng vàng của Ahn Jung-Hwan và chia tay cuộc chơi sớm hơn mong đợi.

### Euro 2004
Euro 2004, lại một lần nữa Italia và Totti nhận được sự kì vọng lớn lao của người hâm mộ sau những màn trình diễn ấn tượng ở vòng loại và các trận giao hữu. Nhưng anh thêm một lần gây thất vọng khi nhổ nước bọt vào mặt Christian Poulsen của Đan Mạch trong trận ra quân hoà 0-0 . Totti bị treo giò 3 trận và chỉ có thể trở lại vào bán kết, nhưng anh không còn cơ hội làm điều đó khi Italia dù cùng có 5 điểm như Thụy Điển và Đan Mạch nhưng vẫn bị loại do kém hệ số đối đầu sau trận hoà tranh cãi 2-2 giữa hai đội này ở lượt đấu cuối cùng 

### World Cup 2006
Tháng 2 năm 2006 Totti dính phải một chấn thương nặng ở dây chằng và xương mác trong một trận đấu ở Serie A nhưng anh đã kịp bình phục và trở lại kịp thời cho chiến dịch World Cup 2006 của Italia, lúc này được dẫn dắt bởi gã đầu bạc Marcello Lippi. Dù không có nhiều thời gian tập luyện và thi đấu trước giải do chấn thương, Totti vẫn nhận được sự tin tưởng tuyệt đối của Lippi. Chính niềm tin đó đã là động lực giúp Totti tích cực tập luyện và vượt qua một chấn thương được mô tả là có thể chấm dứt sự nghiệp của Totti để cùng đội tuyển Italia góp mặt tại ngày hội bóng đá lớn nhất hành tinh tại Đức. Tại giải đấu này Totti đã thi đấu với một đĩa đệm kim loại ở mắt cá chân. Dù vậy Totti vẫn là một quân bài quan trọng của Lippi, anh có mặt trong cả bảy trận đấu của Italia. Trong suốt giải đấu, Totti cùng với Pirlo đóng vai trò kiến thiết lối chơi phía sau tiền đạo cắm Luca Toni, và tạo nên rất nhiều cơ hội nguy hiểm. Kết thúc giải đấu, Totti là cầu thủ có số lần kiến tạo bàn thắng nhiều nhất giải, anh cũng ghi một bàn thắng bằng cú đá penalty ở phút cuối cùng trong trận thắng của 1-0 của Italia trước Australia ở vòng 1/16. Với chức vô địch của đội tuyển cùng màn trình diễn thành công, Totti cùng với 6 đồng đội khác của mình được lựa chọn vào danh sách 23 cầu thủ xuất sắc nhất vòng chung kết .

### Giã từ đội tuyển quốc gia
Sau World Cup 2006, Totti thông báo ý định từ giã đội tuyển quốc gia, nhưng bỏ ngỏ khả năng quay lại đội tuyển trong tương lai. Totti chính thức giã từ đội tuyển ngày 20 tháng 7 năm 2007, vào thời điểm đầu mùa giải 2007-08 nhằm tập trung tối đa cho A.S. Roma. Huấn luyện viên của Italia khi đó là Roberto Donadoni đã cố gắng thuyết phục Totti quay lại đội tuyển để tham dự Euro 2008 nhưng không thành công .
Sau khi Lippi quay trở lại dẫn dắt đội tuyển sau thất bại tại Euro 2008, Totti nói mình có thể tham dự World Cup 2010 tại Nam Phi nếu được triệu tập . Tuy vậy đã không có một thông báo chính thức nào từ phía Totti hay Lippi về việc quay lại. Totti không được gọi vào đội tuyển, và Italia, dưới tư cách là đương kim vô địch, bị loại một cách nhục nhã khi đứng cuối với 2 điểm trong một bảng đấu chỉ có Paraguay, New Zealand và Slovakia, kết quả tồi tệ nhất trong lịch sử tham dự World Cup của đội bóng từng 4 lần vô địch thế giới. Diego Maradona và những đồng đội ở đội tuyển quốc gia như Gianluigi Buffon và Fabio Cannavaro đã thừa nhận một trong những lý do lớn nhất của việc Italia bị loại sớm là do thiếu những cầu thủ sáng tạo như Totti .

## Phong cách ăn mừng bàn thắng
Totti được biết đến với phong cách ăn mừng bàn thắng cởi mở và mạnh mẽ. Màn ăn mừng nổi tiếng nhất của Totti là vào ngày 11 tháng 4 năm 1999 trong trận derby thủ đô với Lazio tại Serie A, khi đó Totti ghi bàn trong những phút cuối cùng của trận đấu và đã ăn mừng bằng cách khoe dòng chữ trên áo lót "Vi ho purgato ancora" (Ta đã lại gột rửa các ngươi), ám chỉ việc Totti đã lại ghi bàn vào lưới Lazio sau khi anh cũng đã giúp Roma gỡ hoà Lazio 3-3 vào ngày 29 tháng 11 năm 1998 sau khi bị dẫn trước 3-1, với một pha kiến tạo cho Marco Delvecchio rút ngắn tỉ số và một bàn thắng gỡ hoà 3-3. Trong một trận derby khác, sau khi ghi bàn Totti chạy lại phía camera đặt bên cạnh sân và hướng nó về phía các cổ động viên Roma. Qua những dòng chữ viết trên áo lót trong được trưng lên sau mỗi lần ghi bàn, Totti đã gửi gắm rất nhiều thông điệp của mình, như "6 Unica" (em là duy nhất) và "6 Sempre Unica" (em vẫn là duy nhất) dành cho vợ anh, hay cả những thông điệp chính trị như "Liberate Giuliana" (hãy trả tự do cho Giuliana) nhân sự kiện nhà báo Italia Giuliana Sgrena bị bắt cóc vào năm 2005 tại Iraq, Giuliana Sgrena sau đó đã được trả tự do. Thông điệp gần đây nhất của Totti là "Scusate il Ritardo" (xin lỗi vì sự chậm trễ) vào ngày 8 tháng 1 năm 2012 sau bàn thắng đầu tiên của anh trong mùa giải vào lưới Chievo, như một lời xin lỗi gửi tới các cổ động viên của Roma vì đã quá lâu không ghi bàn.
Để tỏ lòng tôn trọng và biết ơn tới người vợ đang mang thai của mình là Ilary Blasi, sau khi ghi bàn Totti đặt bóng vào dưới áo để giả bụng bầu, sau đó nằm xuống để các đồng đội kéo bóng ra khỏi áo. Cách ăn mừng hiện nay của Totti là mút ngón tay cái sau mỗi bàn thắng đến sau khi Totti có con trai đầu lòng và sau đó là một con gái nữa. Blasi cũng đã thừa nhận rằng Totti mút ngán tay không chỉ để dành cho các con mà còn là dành tặng cho cô nữa 

## Đời tư

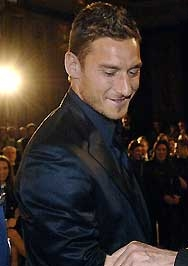
Totti năm 2007.

Vợ Totti, Ilary Blasi là một cựu diễn viên, người mẫu và người dẫn chương trình. Đám cưới của Totti và Blasi được tổ chức vào ngày 19 tháng 6 năm 2005 tại nhà thờ Santa Maria, đám cưới được truyền trực tiếp trên truyền hình và tiền bản quyền được dành hết để làm từ thiện. Cặp đôi có con trai đầu lòng, Cristian vào ngày 6 tháng 11 năm 2005, con gái Chanel chào đời ngày 13 tháng 5 năm 2007. Cặp đôi được xem như một cặp Beck-Vic của nước Ý, và đời sống cá nhân của họ trở thành đề tài khai thác khá thường xuyên của báo chí Ý.
Theo tiết lộ của mình, anh đã từng quan hệ tình dục khi mới 12 với một người phụ nữ lớn hơn mình 5 tuổi lúc còn ở Roma.
Anh trai của Totti, Riccardo là người đại diện và quản lý cho Totti, đã đưa ra thị trường một nhãn hiệu ăn khách khai thác tên tuổi của Totti, dưới cái tên "Number Ten", ngoài ra còn có Francesco Totti Academy, một trường đào tạo bóng đá trẻ và Totti Soccer School, một trại hè bóng đá dành cho trẻ em tàn tật. Totti cũng sở hữu một đội đua moto dưới cái tên Totti Top Sport.
Totti trở thành đại sứ thiện chí của UNICEF vào năm 2003  và đại sứ của làng trẻ em SOS do FIFA thành lập vào năm 2006. Nằm thu hút tài trợ cho các quỹ từ thiện trẻ em, Totti đã cho xuất bản 2 cuốn sách best-seller, một trong số đó là cuốn sách hài tập hợp những câu chuyện hài hước trong đó Totti tự đưa mình ra làm trò cười. Một số câu chuyện trong đó đề cập đến những đồng đội và những người bạn tốt của Totti ở đội tuyển quốc gia như Alessandro Del Piero, Gianluigi Buffon, Christian Vieri, Antonio Cassano, Marco Delvecchio và Alessandro Nesta, hay cả cựu huấn luyện viên trưởng đội tuyển quốc gia Giovanni Trappattoni.
Totti nổi tiếng với những cú sục bóng kiểu cucchiaio, và nó đã trở thành tựa đề cho cuốn tiểu sử của Totti vào năm 2006 Tutto Totti: Mo je faccio er cucchiaio (tiếng địa phương có nghĩa là "I'm going to Chip Him" - Tôi sẽ chế nhạo hắn ta)
Totti cũng có sở thích sư tập áo đấu của các đội tuyển trên toàn thế giới. Năm 2003, trong một trận đấu thuộc giải vô địch rugby thế giới giữa đội tuyển rugby Italia và Ireland, Totti đã đổi áo với hai cầu thủ người Ailen là Brian O'Driscoll và Denis Hickie.
Totti cũng xuất hiện trên bìa đĩa game Pro Evolution Soccer 4 cùng với Thierry Henry và trọng tài đồng hương Pierluigi Collina , cũng như trong các quảng cáo của Pepsi cùng với các ngôi sao bóng đá thế giới khác như Beckham, Roberto Carlos, Figo...
Totti ra mắt trang web cá nhân chính thức http://www.francescototti.com/ Lưu trữ ngày 2 tháng 9 năm 2011 tại Wayback Machine vào tháng 11 năm 2009, nơi người ta có thể tra cứu thông tin cá nhân, sự nghiệp, những bài viết blog của Totti và những bài báo liên quan tới anh.
Tháng 2 năm 2010, Totti ký hợp đồng tài trợ với hãng cá cược trực tuyến Party Poker. Totti từng thừa nhận anh rất mê chơi poker, có thể là chơi với đồng đội hoặc chơi online .

## Thống kê sự nghiệp
Tính đến 7 tháng 2 năm 2017

### Sự nghiệp câu lạc bộ
| Câu lạc bộ          | Mùa giải            | Serie A             | Serie A | Serie A | Coppa Italia1 | Coppa Italia1 | Châu Âu2 | Châu Âu2 | Khác3 | Khác3 | Tổng cộng | Tổng cộng |
| Câu lạc bộ          | Mùa giải            | Hạng                | Trận    | Bàn     | Trận          | Bàn           | Trận     | Bàn      | Trận  | Bàn   | Trận      | Bàn       |
| ------------------- | ------------------- | ------------------- | ------- | ------- | ------------- | ------------- | -------- | -------- | ----- | ----- | --------- | --------- |
| Roma                | 1992–93             | Serie A             | 2       | 0       | 0             | 0             | —        | —        | —     | —     | 2         | 0         |
| Roma                | 1993–94             | Serie A             | 8       | 0       | 2             | 0             | —        | —        | —     | —     | 10        | 0         |
| Roma                | 1994–95             | Serie A             | 21      | 4       | 4             | 3             | —        | —        | —     | —     | 25        | 7         |
| Roma                | 1995–96             | Serie A             | 28      | 2       | 1             | 0             | 7        | 2        | —     | —     | 36        | 4         |
| Roma                | 1996–97             | Serie A             | 26      | 5       | 1             | 0             | 3        | 0        | —     | —     | 30        | 5         |
| Roma                | 1997–98             | Serie A             | 30      | 13      | 6             | 1             | —        | —        | —     | —     | 36        | 14        |
| Roma                | 1998–99             | Serie A             | 31      | 12      | 3             | 1             | 8        | 3        | —     | —     | 42        | 16        |
| Roma                | 1999–2000           | Serie A             | 27      | 7       | 2             | 0             | 5        | 1        | —     | —     | 34        | 8         |
| Roma                | 2000–01             | Serie A             | 30      | 13      | 2             | 1             | 3        | 2        | —     | —     | 35        | 16        |
| Roma                | 2001–02             | Serie A             | 24      | 8       | 0             | 0             | 11       | 3        | 1     | 1     | 36        | 12        |
| Roma                | 2002–03             | Serie A             | 24      | 14      | 5             | 3             | 6        | 3        | —     | —     | 35        | 20        |
| Roma                | 2003–04             | Serie A             | 31      | 20      | 0             | 0             | 1        | 0        | —     | —     | 32        | 20        |
| Roma                | 2004–05             | Serie A             | 29      | 12      | 7             | 3             | 4        | 0        | —     | —     | 40        | 15        |
| Roma                | 2005–06             | Serie A             | 24      | 15      | 2             | 0             | 3        | 2        | —     | —     | 29        | 17        |
| Roma                | 2006–07             | Serie A             | 35      | 26      | 5             | 2             | 9        | 4        | 1     | 0     | 50        | 32        |
| Roma                | 2007–08             | Serie A             | 25      | 14      | 3             | 3             | 6        | 1        | 1     | 0     | 35        | 18        |
| Roma                | 2008–09             | Serie A             | 24      | 13      | 0             | 0             | 7        | 2        | 1     | 0     | 32        | 15        |
| Roma                | 2009–10             | Serie A             | 23      | 14      | 2             | 0             | 6        | 11       | —     | —     | 31        | 25        |
| Roma                | 2010–11             | Serie A             | 32      | 15      | 0             | 0             | 7        | 2        | 1     | 0     | 40        | 17        |
| Roma                | 2011–12             | Serie A             | 27      | 8       | 2             | 0             | 2        | 0        | —     | —     | 31        | 8         |
| Roma                | 2012–13             | Serie A             | 34      | 12      | 3             | 0             | —        | —        | —     | —     | 37        | 12        |
| Roma                | 2013–14             | Serie A             | 26      | 8       | 3             | 0             | —        | —        | —     | —     | 29        | 8         |
| Roma                | 2014–15             | Serie A             | 27      | 8       | 2             | 0             | 7        | 2        | —     | —     | 36        | 10        |
| Roma                | 2015–16             | Serie A             | 13      | 5       | 0             | 0             | 2        | 0        | —     | —     | 15        | 5         |
| Roma                | 2016–17             | Serie A             | 10      | 2       | 2             | 1             | 4        | 0        | —     | —     | 16        | 3         |
| Tổng cộng sự nghiệp | Tổng cộng sự nghiệp | Tổng cộng sự nghiệp | 611     | 250     | 57            | 18            | 101      | 38       | 5     | 1     | 774       | 307       |

1Các giải khác bao gồm Coppa Italia

2Cúp châu Âu bao gồm UEFA Champions League và UEFA Europa League

3Bao gồm Supercoppa Italiana

### Thống kê số lần thi đấu
- Serie A: 501 trận, 215 bàn[48]
- Coppa Italia: 47 trận, 17 bàn
- Siêu cúp Ý: 5 trận, 1 bàn
- UEFA Champions League: 50 trận, 16 bàn
- UEFA Europa League: 38 trận, 21 bàn
- FIFA World Cup: 11 trận, 1 bàn
- Giải vô địch bóng đá châu Âu: 6 trận, 2 bàn

### Sự nghiệp quốc tế
Tính đến ngày 9 tháng 7 năm 2006.
| Đội tuyển | Năm  | Giao hữu | Giao hữu | Giao hữu | Vòng loại | Vòng loại | Vòng loại | Giải đấu chính thức | Giải đấu chính thức | Giải đấu chính thức | Tổng | Tổng | Tổng     |
| Đội tuyển | Năm  | Trận     | Bàn      | Kiến tạo | Trận      | Bàn       | Kiến tạo  | Trận                | Bàn                 | Kiến tạo            | Trận | Bàn  | Kiến tạo |
| --------- | ---- | -------- | -------- | -------- | --------- | --------- | --------- | ------------------- | ------------------- | ------------------- | ---- | ---- | -------- |
| Ý         | 1998 | 2        | 0        | 1        | 1         | 0         | 0         | -                   | -                   | -                   | 3    | 0    | 1        |
| Ý         | 1999 | 3        | 0        | 0        | 3         | 0         | 1         | -                   | -                   | -                   | 6    | 0    | 1        |
| Ý         | 2000 | 4        | 1        | 0        | 3         | 1         | 3         | 5                   | 2                   | 0                   | 12   | 4    | 3        |
| Ý         | 2001 | 2        | 0        | 0        | 4         | 1         | 2         | -                   | -                   | -                   | 6    | 1    | 2        |
| Ý         | 2002 | 2        | 0        | 0        | -         | -         | -         | 4                   | 0                   | 2                   | 6    | 0    | 2        |
| Ý         | 2003 | 2        | 0        | 2        | 3         | 1         | 5         | -                   | -                   | -                   | 5    | 1    | 7        |
| Ý         | 2004 | 3        | 0        | 3        | 2         | 2         | 0         | 1                   | 0                   | 0                   | 6    | 2    | 3        |
| Ý         | 2005 | 1        | 0        | 0        | 4         | 0         | 1         | -                   | -                   | -                   | 5    | 0    | 1        |
| Ý         | 2006 | 2        | 0        | 0        | -         | -         | -         | 7                   | 1                   | 4                   | 9    | 1    | 4        |
| Tổng cộng |      | 21       | 1        | 6        | 20        | 5         | 12        | 17                  | 3                   | 7                   | 58   | 9    | 24       |

### Bàn thắng cho đội tuyển quốc gia
| #  | Ngày                 | Địa điểm                                          | Đối thủ    | Tỉ số | Kết quả | Giải đấu                 |
| -- | -------------------- | ------------------------------------------------- | ---------- | ----- | ------- | ------------------------ |
| 1. | 26 tháng 4 năm 2000  | Sân vận động Oreste Granillo, Reggio Calabria, Ý  | Bồ Đào Nha | 2 – 0 | 2 – 0   | Giao hữu                 |
| 2. | 14 tháng 6 năm 2000  | Sân vận động Nhà vua Baudouin, Brussels, Bỉ       | Bỉ         | 1 – 0 | 2 – 0   | Euro 2000                |
| 3. | 24 tháng 6 năm 2000  | Sân vận động Nhà vua Baudouin, Brussels, Bỉ       | România    | 1 – 0 | 2 – 0   | Euro 2000                |
| 4. | 7 tháng 10 năm 2000  | Sân vận động Giuseppe Meazza, Milan, Ý            | România    | 3 – 0 | 3 – 0   | Vòng loại World Cup 2002 |
| 5. | 2 tháng 6 năm 2001   | Sân vận động Boris Paichadze, Tbilisi, Gruzia     | Gruzia     | 0 – 2 | 1 – 2   | Vòng loại World Cup 2002 |
| 6. | 11 tháng 6 năm 2003  | Sân vận động Olympic Helsinki, Helsinki, Phần Lan | Phần Lan   | 0 – 1 | 0 – 2   | Vòng loại Euro 2004      |
| 7. | 13 tháng 10 năm 2004 | Sân vận động Ennio Tardini, Parma, Ý              | Belarus    | 1 – 0 | 4 – 3   | Vòng loại World Cup 2006 |
| 8. | 13 tháng 10 năm 2004 | Sân vận động Ennio Tardini, Parma, Ý              | Belarus    | 3 – 1 | 4 – 3   | Vòng loại World Cup 2006 |
| 9. | 26 tháng 6 năm 2006  | Sân vận động Fritz Walter, Kaiserslautern, Đức    | Úc         | 1 – 0 | 1 – 0   | World Cup 2006           |

## Danh hiệu

### Cậu lạc bộ

#### AS Roma
- Serie A: 2000–01
- Coppa Italia: 2006–07, 2007–08
- Supercoppa Italiana: 2001, 2007

### Quốc tế

#### U-21 Ý
- Giải vô địch bóng đá U-21 châu Âu: 1996

#### Ý
- FIFA World Cup: 2006
- UEFA Euro: Á quân 2000

### Cá nhân
- Guerin d'Oro (2): 1998, 2004
- Serie A Young Footballer of the Year: 1999
- Euro 2000 Final Man of the Match
- Euro 2000 Team of the Tournament
- Serie A Footballer of the Year (2): 2000, 2003
- Italian Footballer of the Year (5): 2000, 2001, 2003, 2004, 2007
- ESM Team of the Year (3): 2000–01, 2003–04, 2006–07
- FIFA 100
- Serie A Goal of the Year (2): 2005, 2006
- 2006 FIFA World Cup All-Star Team
- Serie A Top Scorer: 2006–07
- European Golden Shoe: 2006–07
- USSI Silver Ball: 2007–08
- Golden Foot: 2010